# Wabasha, Minnesota
Wabasha là một thành phố thuộc quận Wabasha, tiểu bang Minnesota, Hoa Kỳ. Năm 2010, dân số của thành phố này là 2521 người.

## Dân số
- Dân số năm 2000: 2599 người.
- Dân số năm 2010: 2521 người.